# 10211 La Spezia
10211 La Spezia è un asteroide della fascia principale. Scoperto nel 1997, presenta un'orbita caratterizzata da un semiasse maggiore pari a 2,4425146 au e da un'eccentricità di 0,1757518, inclinata di 2,48121° rispetto all'eclittica.
L'asteroide è dedicato all'omonima città italiana.